# UEFA U-21欧州選手権2017 (予選)・グループ2
UEFA U-21欧州選手権2017 (予選)・グループ2は、UEFA U-21欧州選手権2017 (予選)のグループ2の結果をまとめたものである。このグループは、イタリア、セルビア、スロベニア、アイルランド、リトアニア、アンドラの6チームで構成される。
1位チームはUEFA U-21欧州選手権2017本大会の出場権を獲得する。2位チームは他の組の2位チームと比較して (6チームで構成されるグループなので、6位との対戦成績を除外する)、上位4チームがプレーオフに進出する。プレーオフで勝利したチームが本大会の出場権を獲得する。

## 順位表
| チーム       | 試 | 勝 | 分 | 敗 | 得 | 失 | 差  | 点 |
| ------------ | -- | -- | -- | -- | -- | -- | --- | -- |
| イタリア     | 10 | 7  | 3  | 0  | 17 | 3  | +14 | 24 |
| セルビア     | 10 | 7  | 2  | 1  | 27 | 8  | +19 | 23 |
| スロベニア   | 10 | 5  | 0  | 5  | 18 | 11 | +7  | 15 |
| アイルランド | 10 | 4  | 0  | 6  | 14 | 17 | −3  | 12 |
| リトアニア   | 10 | 3  | 1  | 6  | 5  | 17 | −12 | 10 |
| アンドラ     | 10 | 1  | 0  | 9  | 1  | 26 | −25 | 3  |

| チーム  | チーム       | AWAY         | AWAY         | AWAY           | AWAY             | AWAY           | AWAY         |
| チーム  | チーム       | イタリアの旗 | セルビアの旗 | スロベニアの旗 | アイルランドの旗 | リトアニアの旗 | アンドラの旗 |
| ------- | ------------ | ------------ | ------------ | -------------- | ---------------- | -------------- | ------------ |
| H O M E | イタリア     | X            | 1 - 1        | 1 - 0          | 1 - 0            | 2 - 0          | 3 - 0        |
| H O M E | セルビア     | 1 - 1        | X            | 3 - 1          | 3 - 2            | 5 - 0          | 5 - 0        |
| H O M E | スロベニア   | 0 - 3        | 2 - 0        | X              | 3 - 1            | 3 - 0          | 4 - 0        |
| H O M E | アイルランド | 1 - 4        | 1 - 3        | 2 - 0          | X                | 3 - 0          | 1 - 0        |
| H O M E | リトアニア   | 0 - 0        | 0 - 2        | 1 - 0          | 3 - 1            | X              | 1 - 0        |
| H O M E | アンドラ     | 0 - 1        | 0 - 4        | 0 - 5          | 0 - 2            | 1 - 0          | X            |

## 試合結果
試合開始時間は全てCET (UTC+1)。ただし、2015年3月29日から同年10月24日の試合および2016年3月27日から同年10月29日の試合はCEST (UTC+2)。
| 2015年3月26日 20:45 |

| アイルランド  | 1 - 0    | アンドラ |
| コノリー 31分 | レポート |          |

| リージョナル・スポーツ・センター, ウォーターフォード 主審: トベタン・クラステフ |

| 2015年6月8日 17:30 |

| スロベニア                                                                        | 4 - 0    | アンドラ |
| シュポラル 14分 · カストレヴェツ 21分 · ザホヴィッチ 29分 · スタンコヴィッチ 74分 | レポート |          |

| アイドフシュチナ・スタジアム, アイドフシュチナ 主審: アレクサンドル・アリエフ |

| 2015年6月16日 18:00 |

| アンドラ                 | 1 - 0    | リトアニア |
| A.サンチェス 51分 (pen.) | レポート |            |

| エスタディ・コムナル, アンドラ・ラ・ベリャ 主審: アラン・デュリユー |

| 2015年9月4日 18:30 |

| スロベニア                                            | 3 - 0    | リトアニア |
| ホティッチ 31分 · シュポラル 65分 · シュトゥラツ 81分 | レポート |            |

| アレーナ・ペトロル, ツェリェ 主審: スレン・バリヤン |

| 2015年9月8日 17:00 |

| アンドラ | 0 - 2    | アイルランド              |
|          | レポート | ホバン 13分 · カレン 21分 |

| エスタディ・コムナル, アンドラ・ラ・ベリャ 主審: イルファン・ペリト |

| 2015年9月8日 17:00 |

| イタリア                   | 1 - 0    | スロベニア |
| ベルナルデスキ 51分 (pen.) | レポート |            |

| マペイ・スタジアム, レッジョ・エミリア 主審: サンドロ・シェラー |

| 2015年9月8日 18:30 |

| セルビア                                                                                               | 5 - 0    | リトアニア |
| ジュルジェヴィッチ 29分, 36分 (pen.) · ミリンコヴィッチ＝サヴィッチ 44分, 75分 · オジェゴヴィッチ 49分 | レポート |            |

| メタラツ・スタジアム, ゴルニ・ミラノヴァツ 主審: ディミトリオス・マシアス |

| 2015年10月7日 18:00 |

| セルビア                                                                    | 5 - 0    | アンドラ |
| ルコヴィッチ 9分, 52分 · オジェゴヴィッチ 38分 (pen.), 47分 · ムリッチ 65分 | レポート |          |

| スタディオン・カラジョルジェ, ノヴィ・サド 主審: ウラジミール・ブヌク |

| 2015年10月8日 18:30 |

| スロベニア | 0 - 3    | イタリア                              |
|            | レポート | モナケッロ 71分, 84分 · ベナッシ 87分 |

| SRCボニフィカ, コペル 主審: バルトス・フランコフスキ |

| 2015年10月9日 18:45 |

| アイルランド                                        | 3 - 0    | リトアニア |
| オドウダ 27分 · ウィルキンソン 30分 · ブラウン 77分 | レポート |            |

| リージョナル・スポーツ・センター, ウォーターフォード 主審: ジョニー・カサノバ |

| 2015年10月13日 17:00 |

| イタリア        | 1 - 0    | アイルランド |
| パリジーニ 66分 | レポート |              |

| スタディオ・ロメオ・メンティ, ヴィチェンツァ 主審: アリヤル・アガエフ |

| 2015年10月13日 17:30 |

| リトアニア | 0 - 2    | セルビア                |
|            | レポート | チャヴリッチ 19分, 45分 |

| ダリウス・イル・ジレナス・スタディオナス, カウナス 主審: ミハイル・ビルコフ |

| 2015年10月13日 18:30 |

| アンドラ | 0 - 5    | スロベニア                                                                 |
|          | レポート | スタンコヴィッチ 6分 · シュトゥラツ 48分, 52分 · カストレヴェツ 55分, 81分 |

| エスタディ・コムナル, アンドラ・ラ・ベリャ 主審: ブライアン・マーカム・ジョーンズ |

| 2015年11月13日 17:30 |

| リトアニア                                                        | 3 - 1    | アイルランド        |
| スパルヴィス 22分 · スタンケヴィチウス 45分 · カズラウスカス 73分 | レポート | ウィルキンソン 44分 |

| LFFスタディオナス, ヴィリニュス 主審: ペトル・アルデレアヌ |

| 2015年11月13日 18:30 |

| セルビア                          | 1 - 1    | イタリア        |
| ミリンコヴィッチ＝サヴィッチ 47分 | レポート | カタルディ 56分 |

| スタディオン・カラジョルジェ, ノヴィ・サド 主審: マリウス・アブラム |

| 2015年11月17日 16:30 |

| スロベニア                        | 2 - 0    | セルビア |
| シュポラル 61分 · ホティッチ 83分 | レポート |          |

| SRCボニフィカ, コペル 主審: ファビオ・ベルシモ |

| 2015年11月17日 17:00 |

| イタリア                       | 2 - 0    | リトアニア |
| ベラルディ 2分 · ベナッシ 24分 | レポート |            |

| スタディオ・テオフィロ・パティニ, カステル・ディ・サングロ 主審: ロイ・レインシュレイバー |

| 2016年3月24日 19:00 |

| アイルランド             | 1 - 4    | イタリア                                                                     |
| マンドラゴラ 17分 (o.g.) | レポート | ベナッシ 28分 · ロッセッティ 36分 · ロマニョーリ 59分 · レニハン 82分 (o.g.) |

| リージョナル・スポーツ・センター, ウォーターフォード 主審: バート・ベルテンテン |

| 2016年3月25日 16:00 |

| アンドラ | 0 - 4    | セルビア                                                                               |
|          | レポート | バビッチ 29分 · ジュルジェヴィッチ 40分 · オジェゴヴィッチ 59分 (pen.) · マラシュ 87分 |

| エスタディ・コムナル, アンドラ・ラ・ベリャ 主審: デニス・アンタモ |

| 2016年3月28日 18:00 |

| スロベニア                                         | 3 - 1    | アイルランド  |
| クラインツ 14分 · バイデ 55分 (pen.) · ザイツ 72分 | レポート | オドウダ 65分 |

| SRCボニフィカ, コペル 主審: アンディス・トレイマニス |

| 2016年3月29日 18:30 |

| アンドラ | 0 - 1    | イタリア      |
|          | レポート | チェッリ 79分 |

| エスタディ・コムナル, アンドラ・ラ・ベリャ 主審: ティム・マーシャル |

| 2016年9月1日 23:00 |

| リトアニア      | 1 - 0    | アンドラ |
| シルゲダス 34分 | レポート |          |

| LFFスタディオナス, ヴィリニュス |

| 2016年9月2日 18:30 |

| イタリア             | 1 - 1    | セルビア      |
| チェッリ 54分 (pen.) | レポート | ガイッチ 33分 |

| スタディオ・ロメオ・メンティ, ヴィチェンツァ |

| 2016年9月2日 20:45 |

| アイルランド                          | 2 - 0    | スロベニア |
| チャースリー 87分 · マグワイア 90+1分 | レポート |            |

| リージョナル・スポーツ・センター, ウォーターフォード |

| 2016年9月6日 |

| セルビア                                             | 3 - 2    | アイルランド                    |
| ジュルジェヴィッチ 12分, 72分 (pen.) · ラジッチ 65分 | レポート | オドウダ 69分 · マグワイア 81分 |

| スタディオン・カラジョルジェ, ノヴィ・サド |

| 2016年9月6日 18:30 |

| イタリア                                              | 3 - 0    | アンドラ |
| ディ・フランチェスコ 48分, 73分 · ペッレグリーニ 88分 | レポート |          |

| スタディオ・アルベルト・ピッコ, ラ・スペツィア |

| 2016年10月7日 |

| アイルランド  | 1 - 3    | セルビア                                                    |
| ダファス 49分 | レポート | ミハイロヴィッチ 64分 · ガチノヴィッチ 67分 · ルキッチ 88分 |

|  |

| 2016年10月7日 |

| リトアニア    | 1 - 0    | スロベニア |
| ルズギス 72分 | レポート |            |

|  |

| 2016年10月11日 |

| セルビア                            | 3 - 1    | スロベニア      |
| ジュルジェヴィッチ 8分, 25分 (pen.) | レポート | ロトリッチ 19分 |

|  |

| 2016年10月11日 |

| リトアニア | 0 - 0    | イタリア |
|            | レポート |          |

|  |